# الذاكرة الوطنية
الذاكرة الوطنية هي شكل من أشكال الذاكرة الجماعية التي تحددها الخبرات والثقافة المشتركة. إنه جزء لا يتجزأ من الهوية الوطنية .
إنه يمثل شكلاً محددًا من أشكال الذاكرة الثقافية ، مما يساهم بشكل أساسي في تماسك المجموعة الوطنية. تاريخياً ، اعتمدت المجتمعات الوطنية على الاحتفالات التذكارية والآثار والأساطير والطقوس والأفراد والأشياء والأحداث المجيدة في تاريخهم لإنتاج سرد مشترك. 
وفقًا لورين رايان ، تستند الذاكرة الوطنية إلى استقبال الجمهور للروايات التاريخية الوطنية وقدرة الناس على تأكيد شرعية هذه الروايات.

## الإصدارات المتضاربة والديناميكية والتلاعب والذاتية
تتكون الذاكرة الوطنية عادةً من تفسير مشترك لماضي الأمة.  يمكن أن تختلف هذه التفسيرات وتتنافس في بعض الأحيان.  يمكن أن يتم تحديهم وتعزيزه من قبل مجموعة من مجموعات المصالح ، ويكافحون من أجل الاعتراف بتاريخهم وتوثيقه والاحتفال به وإعادة تشكيل القصص الوطنية.  غالبًا ما يتم تعديل الذاكرة الوطنية لتقديم رؤية مسيسة للماضي لجعل الموقف السياسي يبدو متسقًا مع الهوية الوطنية.  علاوة على ذلك ، فإنه يؤثر بشكل عميق على كيفية إدراك الحقائق التاريخية وتسجيلها وقد يتحايل على الحقائق أو يلائمها.  تعمل مجموعة من الاستراتيجيات الخطابية على تنشيط السرد الوطني وتأميم الماضي الشخصي. 
تم استخدام الذاكرة الوطنية بشكل محسوب من قبل الحكومات للأغراض الأسرية والسياسية والدينية والثقافية منذ وقت مبكر من القرن السادس عشر. 
يمكن اعتبار تسويق صناعة الثقافة للذاكرة واستغلالها لأغراض سياسية تهديدات خطيرة للفهم الموضوعي لماضي الأمة. 
يمكن اعتبار تسويق صناعة الثقافة للذاكرة واستغلالها لأغراض سياسية تهديدات خطيرة للفهم الموضوعي لماضي الأمة. 
تلاحظ لورين رايان أن الذاكرة الفردية تتشكل وتتشكل من خلال الذاكرة الوطنية ، وأن هناك منافسة بين الذكريات المهيمنة والفردية للأمة.
يذكر هيونغ بارك أن الأمة يتم إحياؤها باستمرار ، وإعادة تخيلها ، وإعادة تكوينها ، من خلال الذكريات المشتركة بين مواطنيها. 
قد تتعارض الذكريات الوطنية أيضًا مع الذاكرة الجماعية للدول الأخرى. 

## وسائل الإعلام الدولية
يمكن مشاركة ذكريات الأمم عبر الدول عبر وسائل الإعلام مثل الإنترنت (من خلال وسائل التواصل الاجتماعي ووسائل الاتصال الأخرى على نطاق واسع) ووسائل الإعلام.  

## التأثيرات والوضائف
يمكن أن تكون الذاكرة الوطنية قوة تماسك بالإضافة إلى انقسام وصراع. يمكن أن تعزز الإصلاحات الوطنية البناءة ، والمجتمعات والاتفاقيات الدولية ،  والحوار وكذلك تعميق الدورات الإشكالية والخطاب.
يمكن أن تحدث أزمة الهوية في بلد ما بسبب الأحداث السلبية واسعة النطاق مثل الجريمة والهجمات الإرهابية (على المستوى الوطني أو الدولي) والحرب والتغييرات الكبيرة التي تتم خلال فترة زمنية قصيرة. سيجد المزاج السلبي الناتج عن هذه الأحداث في النهاية طريقة للتعبير عنه.   يمكن أن تحدث هذه الأزمة أيضًا خلال فترات عدم اليقين السياسي الاقتصادي ، مما قد يؤدي إلى شعور المواطنين بعدم اليقين والتشكيك في هوياتهم أو فقدانها تمامًا. 
غالبًا ما يتم فهم التطورات والعمليات والمشكلات والأحداث الجديدة ووضعها في سياقها بالاستناد إلى الذاكرة الوطنية.

## ذاكرة وطنية حاسمة
ينقطع التاريخ النقدي أو الذاكرة التاريخية من تقاليد الذاكرة الوطنية المتمحورة حول التراث الوطني وتوجه نفسها نحو دراسة متخصصة للتاريخ بطريقة اجتماعية أكثر. 
لقد تم اقتراح أنه لا ينبغي الكشف عن ما لا يمكن تصوره ، ولكن بدلاً من ذلك ، يجب إعادة بناء ما يجعله قابلاً للتفكير وأن صعوبة مناقشة الأماكن غير الأماكن أو الأماكن السيئة للذاكرة الوطنية تجعل من الضروري تضمين النسيان وفقدان الذاكرة في المفهوم .  قد يكون غياب الإيمان بالماضي المشترك عاملاً آخر. 
قد تؤدي الذاكرة الوطنية إلى التشكيك في الأمة كما هي وكذلك هويتها وتتضمن مفاوضات مجتمعية حول ما ترغب الدولة في أن تكونه كأمة. إن فهم الروابط بين الذاكرة والنسيان والهوية والبناء التخيلي للأمة يعد تحليل الخطاب في أماكن الذاكرة أمرًا أساسيًا كما هو الحال في جميع كتابات التاريخ الوطني ، يتم إعادة هيكلة صورة الأمة. 